# Barbara Franke (Autorin)

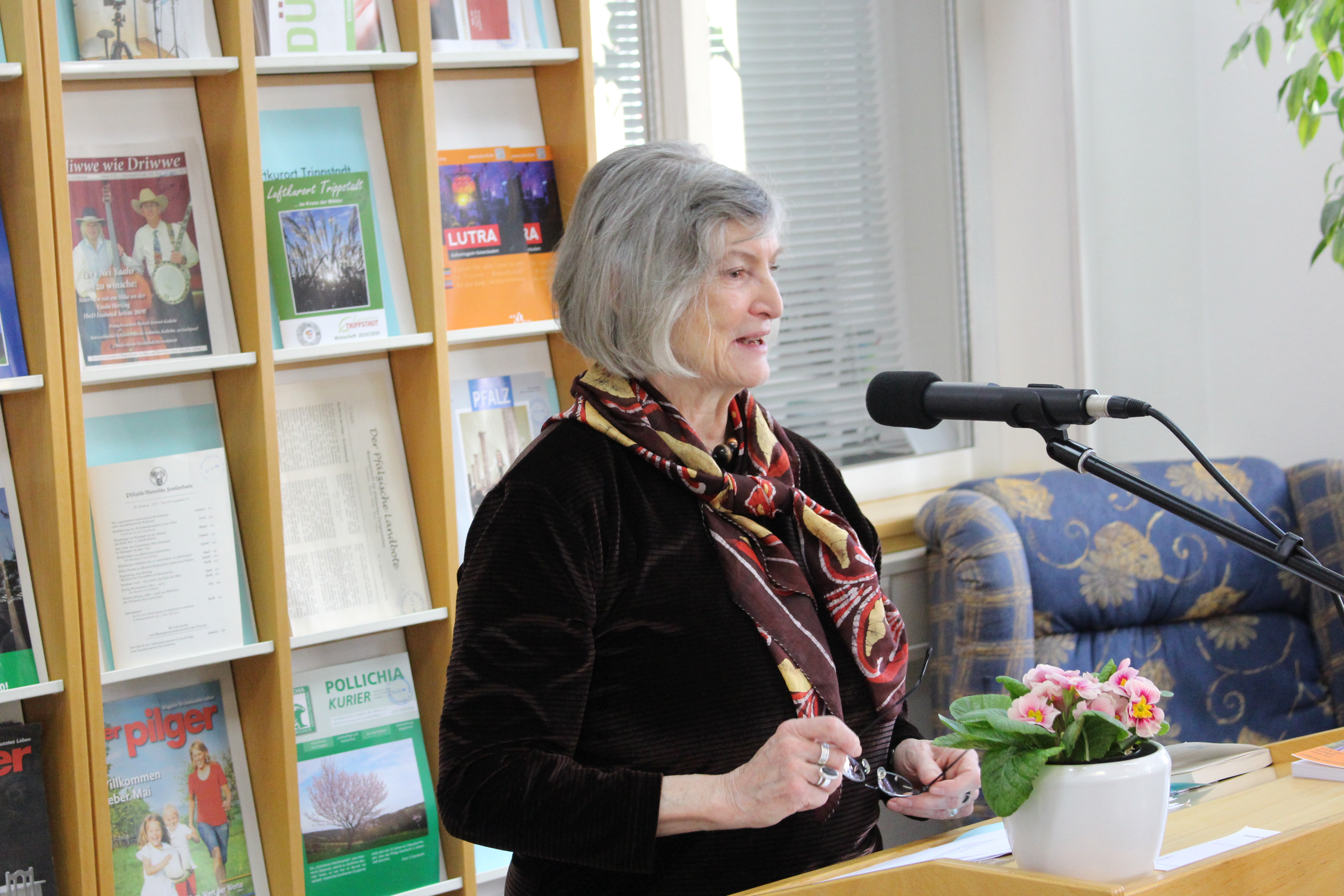
Barbara Franke bei einer Lesung in Kaiserslautern, 2020

Barbara Klara Franke (* 13. April 1944 in Zweibrücken) ist eine deutsche Lehrerin und Autorin.

## Leben
Barbara Franke studierte von 1964 bis 1967 Lehramt für Grund- und Hauptschüler und von 1974 bis 1979 die Lehrfächer Deutsch, Psychologie und Soziologie. Sie unterrichtete an verschiedenen Schulen, war in der Erwachsenenbildung tätig und wirkte als wissenschaftliche Mitarbeiterin in einem Bundesmodellprojekt mit.
Franke war von 1992 bis 2012 Vorsitzende der Sektion Zweibrücken des Literarischen Vereins der Pfalz. Von 2003 bis 2006 war sie Vorsitzende des Gesamtvereins. Des Weiteren ist sie Gründungsmitglied und Sprecherin der Autorengruppe Zweibrücken, Jurymitglied beim Schreibwettbewerb der Donnersberger Literaturtage um den Susanne-Faschon-Preis sowie beim Sickinger Mundartdichter-Wettstreit. Sie schreibt Schultheater, Lyrik und Kurzprosa.
Franke ist verheiratet und lebt in Zweibrücken.

## Auszeichnungen
- 2002: 3. Platz beim Mannheimer Literaturpreis[4]
- 2007: 4. Platz beim Literaturwettbewerb der Kreis-VHS Südwestpfalz
- 2011: 1. Platz beim Sickinger Mundartdichter-Wettstreit[5]
- 2013: 3. Platz beim Sickinger Mundartdichter-Wettstreit
- 2015: 5. Platz beim Lotto Kunstpreis Rheinland-Pfalz[6]
- 2017: 1. Platz beim Mundartwettstreit in Bockenheim/Weinstraße[7]
- 2021: 3. Platz beim Mundartwettstreit in Bockenheim/Weinstraße[8]

## Werke
- Über allem blau. Echo 1998, ISBN 978-3-924255-13-8.
- Barbara Franke und Peter J. Franke: Schwarzer Rabe zeichnet weiß. Echo 2001, ISBN 978-3924255183.
- Helena außer sich. Kurzgeschichten. Marsilius 2004, ISBN 3-929242-34-6.
- Bildstörung (in: Mein elfter September). Conte 2011, ISBN 978-3-941657-44-1.
- Dahinter. Prosa und Lyrik. Echo 2016, ISBN 978-3-924255-32-9.
- Hautnah. Gedichte und Lyrische Prosa. Echo 2020, ISBN 978-3-924255-35-0.[9]